# Tangerina (futebolista)
Raimundo Constâncio Neto, mais conhecido como Tangerina (Sobral, 17 de julho de 1960), é um ex-futebolista brasileiro que atuava como meia-direita.
Seu apelido, que remete à fruta tangerina, deve-se à semelhança com um jogador do Ceará, na época em que ele ainda era amador, e rendeu-lhe algumas gozações ao longo de sua carreira.

## Carreira
Franzino, mas habilidoso, Tangerina começou no Guarany de Sobral, onde despertou o interesse de clubes da capital cearense. Chegou ao Fortaleza em 1985.
Chamou a atenção do São Paulo com sua atuação no Campeonato Cearense de 1986, quando foi artilheiro do Fortaleza, com 17 gols. Indicado por Cilinho, chegou ao Tricolor em agosto de 1986.
Seu futebol criativo, entretanto, nunca foi o mesmo em São Paulo, mas ele participou das campanhas em que o tricolor conquistou o Campeonato Brasileiro de 1986 e o Campeonato Paulista de 1987.

## Títulos
Fortaleza
- Campeonato Cearense: 1985[7], 1991[8], 1992[9]

São Paulo
- Campeonato Brasileiro: 1986[7]
- Campeonato Paulista: 1987[7]